# Planetoida klasy S
Planetoida klasy S – planetoida, u której można zidentyfikować na podstawie analizy jej widma i albedo skład chemiczny powierzchni. W grupie tej charakterystyczne jest występowanie krzemu i krzemianów. Planetoidy te wykazują wyższe albedo (0,15-0,25).
Jest to druga pod względem liczebności grupa planetoid, stanowi ok. 17% całej populacji. Skład podobny jest do skalnych meteorytów – chondrytów, które pochodzą najprawdopodobniej od tych planetoid.
Nazwa wywodzi się od symbolu pierwiastka chemicznego – krzemu (Si).